# Вендель Діттерлін
Вендель Діттерлін Старший (нім. Wendel Dietterlin, справжнє ім'я Вендлінг Грапп (Wendling Grapp), 1550, Пфуллендорф — 1599, Страсбург) — німецький художник-маньерист: архітектор-декоратор, рисувальник-орнаменталіст, гравер та теоретик архітектури.